# NGC 7303
NGC 7303 este o galaxie situată în constelația Pegas. A fost descoperită în 15 septembrie 1828 de către John Herschel. Se află la o distanță de 24,43 de megaparseci de Pământ.